# L'Aliet
L'Aliet est un sommet de France situé en Savoie, dans le massif de la Vanoise.

## Géographie
Il s'élève à 3 109 mètres d'altitude, dominant le site de Rosuel au nord-ouest, le lac de la Plagne au sud-est, les lacs du Plan Richard au sud et le col de l'Aliet immédiatement sous le sommet à l'ouest. Il constitue l'extrémité septentrionale d'une crête dont l'extrémité méridionale est le mont Blanc de Peisey à 2 866 mètres d'altitude. Les deux sommets sont dominés par le sommet de Bellecôte (3 417 m) à l'ouest et font face au mont Pourri (3 779 m) et au dôme de la Sache (3 588 m) au nord-est de l'autre côté de la vallée du Ponturin.

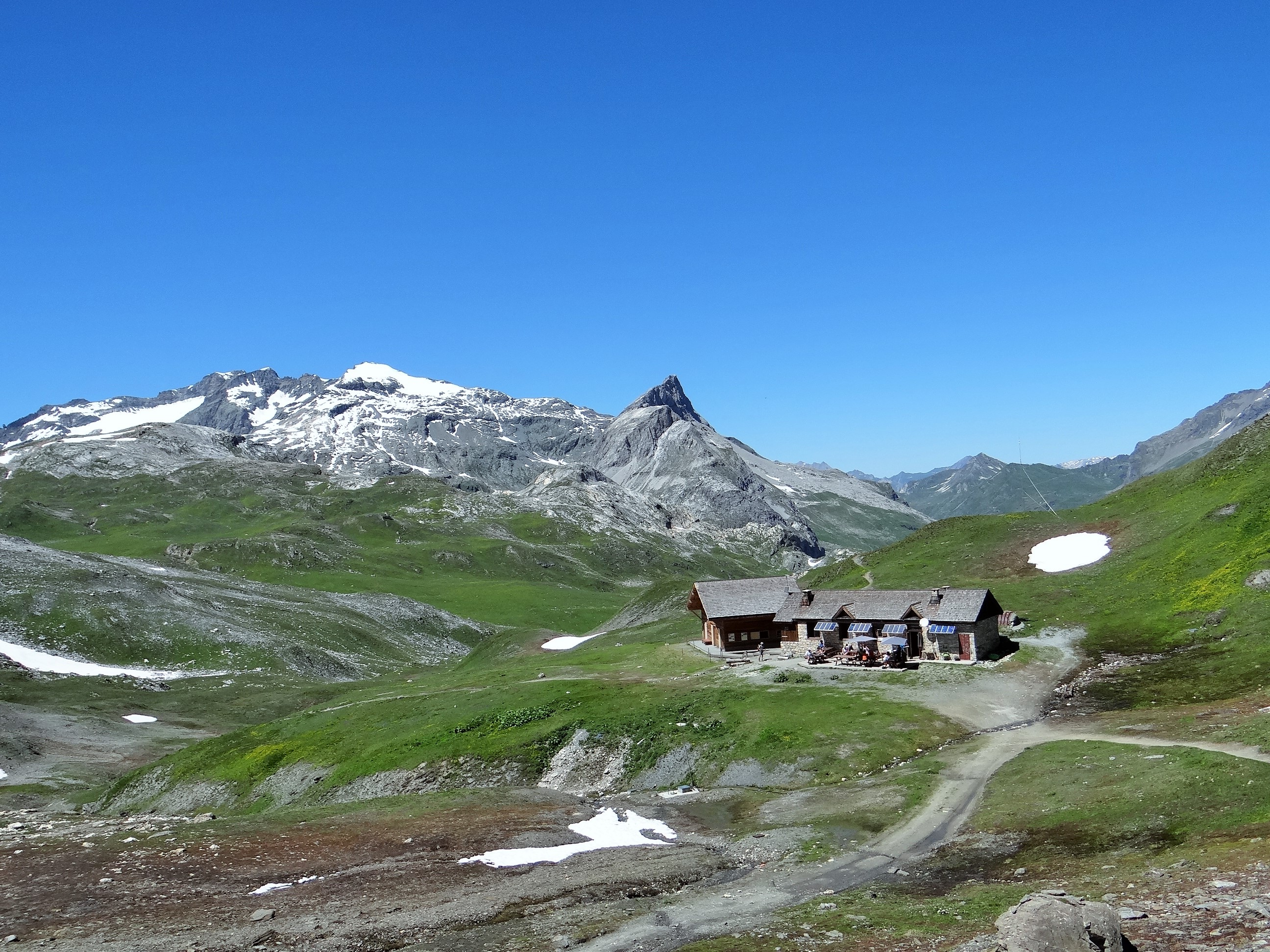
L'Aliet avec le sommet de Bellecôte et le dôme des Pichères à gauche depuis le refuge du Col du Palet au sud-est.

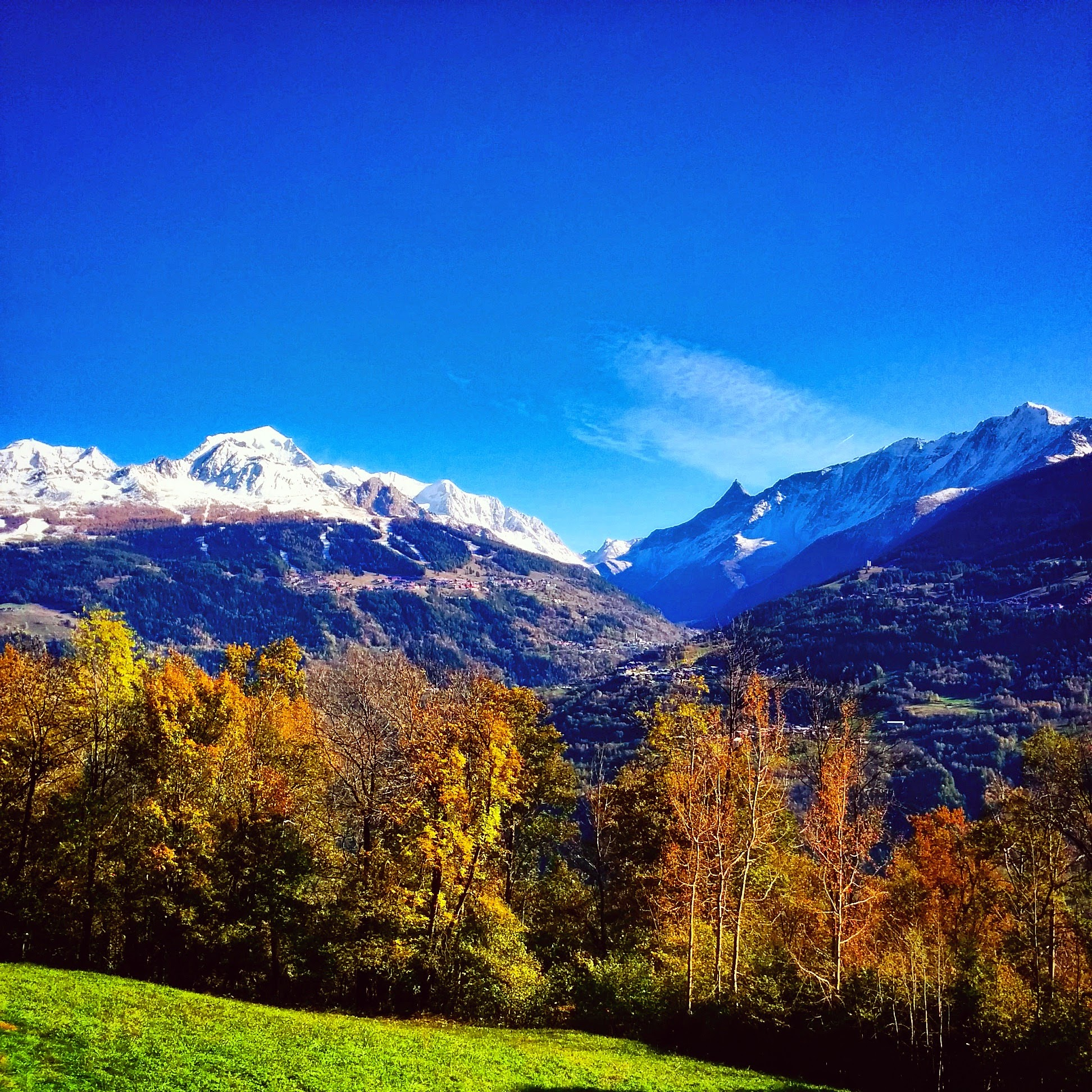
Le mont Pourri, le vallon du Ponturin, l'Aliet et le sommet de Bellecôte de gauche à droite depuis la vallée de la Tarentaise au nord-ouest.